# Jonas Bloch
Jonas Bloch (Belo Horizonte, 8 de fevereiro de 1939) é um ator brasileiro. É pai da atriz Debora Bloch e sobrinho-neto do empresário Adolpho Bloch. De origem judaico-ucraniana, iniciou a carreira artística em 1958, mas, posteriormente formou-se na Escola de Belas-Artes da Universidade Federal de Minas Gerais. Formou-se também em cinema e cursou artes visuais e design de interiores.
Sua estreia na televisão foi em 1969, atuando na telenovela Algemas de Ouro, transmitida pela RecordTV. Posteriormente, atuou em diversas produções da Rede Tupi, até chegar a Rede Globo, onde atuou em diversas produções de destaque, como Pai Herói (1979), Selva de Pedra (1986), Top Model (1989) e Mulheres de Areia (1993). Ainda nos anos 1980, passou pela Rede Manchete, emissora de seu tio-avô Adolpho Bloch, destacando-se na novela Corpo Santo. Em 1994, atuou no remake de grande sucesso A Viagem, destacando-se no papel do bandido Ismael. Entre 2003 e 2005, teve uma breve passagem pelo SBT, atuando em Jamais Te Esquecerei e Os Ricos Também Choram. Em 2006, 37 anos após sua estreia nas telas, retorna a RecordTV, destacando-se como o grande vilão Ramalho em Bicho do Mato, e tendo posteriormente atuado em outras produções da emissora, como Amor e Intrigas (2007), Bela, a Feia (2009), Máscaras (2012) e Vitória (2014). O retorno de Bloch à Globo deu-se somente no ano de 2016.

## Carreira
Começou a carreira em 1958 no teatro. Estreou na televisão em 1969 na telenovela Algemas de Ouro, na RecordTV. Sua carreira foi marcada majoritariamente pelos papéis de antagonistas, especialmente em Corpo Santo, A Viagem, Bicho do Mato e Bela, a Feia.

## Vida pessoal
Em 1972, graduou-se em Belas Artes, modalidade Desenho, pela Escola de Belas Artes da Universidade Federal de Minas Gerais (UFMG). Também é graduado em Artes Visuais e fez vários cursos de teatro, tendo sido professor de interpretação em diversas universidades. Trabalhou em cinema, teatro e televisão, no Brasil e no exterior, indo de interpretações de Shakespeare a comédias de costumes, de filmes ambiciosos a novelas leves e musicais. Jonas tem duas filhas: Deni Bloch e a atriz Debora Bloch. É primo do escritor Pedro Bloch e sobrinho-neto de Adolpho Bloch, fundador da Rede Manchete. No dia 13 de setembro de 2001, recebeu a Medalha de Honra da UFMG.

## Filmografia

### Televisão
| Ano  | Título                       | Personagem                           | Notas                                       | Emissora          |
| ---- | ---------------------------- | ------------------------------------ | ------------------------------------------- | ----------------- |
| 1969 | Algemas de Ouro              | Otávio Telles Jordão                 |                                             | RecordTV          |
| 1969 | Super Plá                    | Júlio                                |                                             | Rede Tupi         |
| 1970 | Toninho on the Rocks         | Dias                                 |                                             | Rede Tupi         |
| 1971 | Simplesmente Maria           | Advogado de Tony                     | Episódios: "26 de junho"                    | Rede Tupi         |
| 1975 | Ovelha Negra                 | Tiago                                |                                             | Rede Tupi         |
| 1976 | Papai Coração                | Ismael                               |                                             | Rede Tupi         |
| 1977 | Sem Lenço, sem Documento     | Jacques Chermont                     |                                             | Rede Globo        |
| 1979 | Pai Herói                    | Rafael Baldaracci                    |                                             | Rede Globo        |
| 1979 | Sítio do Picapau Amarelo     | Davi                                 | Episódio: "Davi e Golias"                   | Rede Globo        |
| 1980 | Olhai os Lírios do Campo     | Simão                                |                                             | Rede Globo        |
| 1982 | Sétimo Sentido               | Jaime                                |                                             | Rede Globo        |
| 1983 | Bandidos da Falange          | Gilberto                             |                                             | Rede Globo        |
| 1984 | Santa Marta Fabril S.A       | Tonico                               |                                             | Rede Manchete     |
| 1986 | Selva de Pedra               | Werner                               | Episódios: "24–25 de fevereiro"             | Rede Globo        |
| 1986 | Carne de Sol                 | Juarez                               |                                             | Rede Manchete     |
| 1986 | Novo Amor                    | Mário                                |                                             | Rede Manchete     |
| 1986 | Tudo ou Nada                 | Pastor Freitas                       |                                             | Rede Manchete     |
| 1987 | Corpo Santo                  | Giovanni Kepler (Russo)              |                                             | Rede Manchete     |
| 1988 | Olho por Olho                | Capitão Flores                       |                                             | Rede Manchete     |
| 1989 | Top Model                    | Jacques Dupont                       |                                             | Rede Globo        |
| 1992 | Você Decide                  | Leonel                               | Episódio: "Tabu"                            | Rede Globo        |
| 1993 | Mulheres de Areia            | Walter Hartmann (Alemão)             |                                             | Rede Globo        |
| 1994 | Tropicaliente                | Jordi Velasquez                      | Episódio: "16 de maio"                      | Rede Globo        |
| 1994 | Confissões de Adolescente    | Alberto                              | Episódio: "Um Ralce Pro Papai"              | TV Cultura        |
| 1994 | A Viagem                     | Ismael Novaes                        |                                             | Rede Globo        |
| 1994 | Você Decide                  | Eduardo                              | Episódio: "O Último Desejo"                 | Rede Globo        |
| 1995 | Você Decide                  | Gurgel                               | Episódio: "Paixão Bandida"                  | Rede Globo        |
| 1995 | Irmãos Coragem               | Dr. Adamastor Siqueira               |                                             | Rede Globo        |
| 1995 | A Próxima Vítima             | Delegado Régis                       | Episódios: "18–27 de agosto"                | Rede Globo        |
| 1995 | Cara & Coroa                 | Ricardo Nuzman (Nuzman)              | Episódio: "14 de dezembro"                  | Rede Globo        |
| 1996 | Quem É Você?                 | Sacha Olegário                       |                                             | Rede Globo        |
| 1996 | Perdidos de Amor             | Quintino Cruz                        |                                             | Rede Bandeirantes |
| 1998 | Malhação                     | Joel Manhães (Tatuí)                 | Temporada 4                                 | Rede Globo        |
| 1998 | Você Decide                  | Agnaldo                              | Episódio: "O Intruso"                       | Rede Globo        |
| 1998 | Você Decide                  | Evaldo                               | Episódio: "Amor Eterno"                     | Rede Globo        |
| 1999 | Você Decide                  | Sérgio                               | Episódio: "Amélia"                          | Rede Globo        |
| 1999 | Pecado Capital               | Altino                               | Episódios: "4–7 de maio"                    | Rede Globo        |
| 2000 | Almeida Garrett              | Ministro Dumond                      |                                             | RTP1              |
| 2000 | Você Decide                  | Joe Mailer                           | Episódio: "Aluga-se Uma Aliança"            | Rede Globo        |
| 2002 | O Quinto dos Infernos        | Francisco I, Imperador da Áustria    | Episódio: "22 de fevereiro"                 | Rede Globo        |
| 2002 | O Clone                      | Juiz Guimarães                       | Episódio: "15 de junho"                     | Rede Globo        |
| 2003 | Jamais Te Esquecerei         | Antônio de Melo                      | Episódios: "14 de abril–21 de abril"        | SBT               |
| 2004 | Senhora do Destino           | Inspertor Dionísio Bögel             | Episódios: "28–30 de junho"                 | Rede Globo        |
| 2005 | Os Ricos Também Choram       | Coronel Antônio Domingues            |                                             | SBT               |
| 2006 | Avassaladoras: A Série       | Mauro                                | Episódio: "O Sexo e a Idade"                | RecordTV          |
| 2006 | Bicho do Mato                | Ramalho Rodrigues                    |                                             | RecordTV          |
| 2007 | Amor e Intrigas              | Camilo Fraga                         |                                             | RecordTV          |
| 2008 | Alice                        | César Batalha                        | Episódio: "O Lado Escuro do Espelho"        | HBO Brasil        |
| 2009 | A Lei e o Crime              | Deputado Feitosa                     | Episódio: "5 de janeiro"                    | RecordTV          |
| 2009 | Bela, a Feia                 | Ricardo Ávila                        |                                             | RecordTV          |
| 2012 | Máscaras                     | Big Blond / Gastão Camargo           |                                             | RecordTV          |
| 2012 | A Tragédia da Rua das Flores | Timóteo Junqueira                    | Especial de fim de ano                      | RecordTV          |
| 2013 | José do Egito                | Esaú                                 |                                             | RecordTV          |
| 2014 | Milagres de Jesus            | Zuriel                               | Episódio: "O Inválido do Tanque de Betesda" | RecordTV          |
| 2014 | Vitória                      | Delegado Ramiro Pessoa               |                                             | RecordTV          |
| 2015 | Sete Vidas                   | José Renato Werneck Marinho          |                                             | Rede Globo        |
| 2016 | Ômicron                      | Mestre Tau                           | Episódio: "17 de fevereiro"                 | Space             |
| 2016 | Me Chama de Bruna            | Benito Furtado                       |                                             | Fox Premium       |
| 2017 | Novo Mundo                   | Wolfgang Schwarz, Barão de Paciência |                                             | Rede Globo        |
| 2018 | Se Eu Fechar os Olhos Agora  | Bispo Tadeu                          |                                             | Rede Globo        |
| 2019 | Bom Sucesso                  | Eric Feitosa                         |                                             | Rede Globo        |
| 2020 | Desalma                      | Padre Andreiv Kozel                  |                                             | Globoplay         |
| 2024 | Elas por Elas                | Petrúcio Jardim                      | Episódios: "7 de março–12 de abril"         | TV Globo          |

### Cinema
| Ano  | Título                                 | Personagem              |
| ---- | -------------------------------------- | ----------------------- |
| 1971 | O Pecado de Marta                      |                         |
| 1973 | Nem Santa, nem Donzela                 |                         |
| 1976 | À Flor da Pele                         | Luiz                    |
| 1978 | A Santa Donzela                        | José                    |
| 1979 | Inquietações de Uma Mulher Casada      | David                   |
| 1979 | O Caso Cláudia                         | Pierre Dorf             |
| 1981 | Paraíso Proibido                       | Celso Felix             |
| 1982 | Retrato Falado de uma Mulher Sem Pudor | Cacá Salles             |
| 1983 | Doce Delírio                           | Inácio                  |
| 1984 | Quilombo                               | Samuel                  |
| 1985 | Avaeté - Semente da Vingança           | Missionário Bruno       |
| 1985 | Tropclip                               | Mr. Thompson            |
| 1986 | O Homem da Capa Preta                  | Adolfo                  |
| 1988 | O Diabo na Cama                        | Suicida                 |
| 1988 | Um Professor Atrapalhado               |                         |
| 1990 | Arabesco (curta-metragem)              |                         |
| 1990 | A Maldição do Sanpaku                  | Bruce                   |
| 1993 | 1999 (curta)                           | Mosca                   |
| 1993 | Discretion Assured                     | Santos                  |
| 1995 | Caligrama (curta)                      |                         |
| 1996 | Doces Poderes                          | Paulo Beckman           |
| 1998 | Kenoma                                 | Gerônimo                |
| 1998 | Uma Aventura do Zico                   | Sérgio                  |
| 1998 | Policarpo Quaresma, Herói do Brasil    | Dr. Mendonça            |
| 1999 | A Terceira Morte de Joaquim Bolívar    | Adamastor               |
| 1999 | Texas Hotel                            | Isaac                   |
| 2000 | O Circo das Qualidades Humanas         | Eduardo da Cunha Júnior |
| 2000 | Woman on Top                           | Pierre Laroche          |
| 2000 | O Dia da Caça                          | Branco                  |
| 2001 | Histórias do Olhar                     | Pedro                   |
| 2003 | Apolônio Brasil, o Campeão da Alegria  | General                 |
| 2003 | Amarelo Manga                          | Isaac                   |
| 2004 | Cabra-cega                             | Mateus                  |
| 2005 | As Filhas do Vento                     | Cara Pálida             |
| 2006 | O Cobrador                             | Detetive                |
| 2008 | Nossa Vida não Cabe num Opala          | Gomes                   |
| 2014 | O Outro Lado do Paraíso                | Simeão                  |
| 2016 | O Escaravelho do Diabo                 | Padre Paulo Alfonso     |
| 2016 | Vidas Partidas                         | Promotor                |
| 2017 | Rota de Fuga                           | Marconi                 |
| 2017 | O Rastro                               | Heitor                  |
| 2017 | Doidas e Santas                        | Editor de Beatriz       |
| 2021 | Hermanoteu na Terra de Godah: O Filme  | Cardeal Estanovic       |
| 2022 | Procura-se                             | Narciso                 |
| 2022 | Eike - Tudo ou Nada                    | Tonico                  |
| 2024 | Apaixonada                             | Orlando                 |
| 2025 | Viver a Vida                           | Ben                     |

## Prêmios e indicações
| Ano  | Associações                            | Categoria                  | Nomeações          | Resultado |
| ---- | -------------------------------------- | -------------------------- | ------------------ | --------- |
| 1970 | Troféu Imprensa                        | Melhor Revelação Masculina | Algemas de Ouro    | Indicado  |
| 1999 | Prêmio Guarani de Cinema Brasileiro    | Melhor Ator Coadjuvante    | Kenoma             | Indicado  |
| 2004 | Grande Prêmio do Cinema Brasileiro     | Melhor Ator Coadjuvante    | Amarelo Manga      | Indicado  |
| 2006 | Prêmio Guarani de Cinema Brasileiro    | Melhor Ator Coadjuvante    | Cabra-Cega         | Indicado  |
| 2016 | Cine PE - Festival de Cinema de Recife | Troféu Calunga de Ouro     | Carreira no Cinema | Venceu    |
| 2023 | Festival de Cinema de Catas Altas      | Prêmio Especial            | Carreira no Cinema | Venceu    |